# Блохин, Александр Борисович (врач)
Алекса́ндр Бори́сович Блохи́н (18 декабря 1937, Свердловск ― 24 ноября 2020, Екатеринбург) — советский врач, эпидемиолог, организатор здравоохранения, доктор медицинских наук (1992), профессор, Заслуженный врач РСФСР.

## Биография
Родился в семье служащего 18 декабря 1937 года в городе Свердловск.
После окончания средней школы поступил в Свердловский государственный медицинский институт на санитарный факультет, который окончил в 1962 году. Получив диплом санитарного врача, был направлен в Кировскую область, где впоследствии стал главным врачом в больнице города Халтурин.
В 1969 году вернулся на родину, где работал на руководящих должностях в лечебных учреждениях Свердловской области. В 1970 году назначен заместителем заведующего Свердловским областным отделом здравоохранения, в 1977 году стал первым заместителем.
В 1975 году успешно защитил кандидатскую, в 1982 году — докторскую диссертацию. С 1984 по 1986 год работал заведующим Свердловским областным отделом социального обеспечения. С 1986 по 1991 год трудился начальником Главного управления здравоохранения Свердловской области.
В 1992 году был назначен заместителем Правительства Свердловской области по социальным вопросам. В 1995 году стал инициатором создания в Екатеринбурге Научный практический центр «Уралмедсоцэкономпроблем» и возглавлял его до 2014 года.
Под его руководством была организована общественная организация «Большой Урал в медицине», которая объединила организаторов здравоохранения Среднего Урала и соседних областей. Был бессменным председателем на всех мероприятиях организации.
В 1998 году организовал кафедру Управления и экономики здравоохранения в Уральском экономическом университете.
Был заместителем председателя диссертационного совета при Институте иммунологии и экологии Уральского отделения Российской академии наук по специальности «Общественное здоровье и здравоохранение». Написал около 200 научных статей и 12 монографий. Им было подготовлено 12 докторов науки и 34 кандидата медицинских наук.
Награждён Орденом Трудового Красного Знамени и медалями. За большой вклад в развитие здравоохранения на Урале Александр Борисович Блохин был удостоен почётного звания «Заслуженный врач РСФСР».
Умер 24 ноября 2020 года в Екатеринбурге. Похоронен на Лесном кладбище.